# Districte de Pebane
El districte de Pebane és un districte de Moçambic, situat a la província de Zambézia. Té una superfície de 10.182 kilòmetres quadrats. En 2007 comptava amb una població de 185.333 habitants. Limita al nord amb el districte de Gilé, a l'oest amb els districtes d'Ile i Maganja da Costa, al sud amb l'oceà Índic i a l'est amb el districte de Moma de la província de Nampula.

## Divisió administrativa
El districte està dividit en tres postos administrativos (Mulela Mualama, Naburi i Pebane), compostos per les següents localitats:
- Posto Administrativo de Mulela Mualama:
  - Alto Maganha
  - Malema
  - Mulela
  - Mucocoro
  - Namanla
- Posto Administrativo de Naburi:
  - Mihecue
  - Naburi
  - Namahipe
  - Tomeia
  - Txalalane
- Posto Administrativo de Pebane:
  - Pebane
  - Impaca
  - Magiga
  - Nicadine